# Okres Mendrisio
Okres Mendrisio (italsky Distretto di Mendrisio) je švýcarský okres v kantonu Ticino. Skládá se z 11 obcí a jeho správním centrem je město Mendrisio. Žije zde asi 50 000 obyvatel. Okres se dělí na pět krajů (circoli).

## Správní členění
Okres se člení na 5 krajů (circoli):
- Kraj Balerna
- Kraj Caneggio
- Kraj Mendrisio
- Kraj Riva San Vitale
- Kraj Stabio

## Přehled obcí
| Znak              | Název obce        | Počet obyvatel (31. 12. 2022) | Rozloha (km²) | Hustota zalidnění (obyv./km²) | Kraj            |
| ----------------- | ----------------- | ----------------------------- | ------------- | ----------------------------- | --------------- |
| Balerna           | Balerna           | 3291                          | 2,53          | 1301                          | Balerna         |
| Castel San Pietro | Castel San Pietro | 2227                          | 11,84         | 188                           | Balerna         |
| Chiasso           | Chiasso           | 7420                          | 5,35          | 1387                          | Balerna         |
| Morbio Inferiore  | Morbio Inferiore  | 4371                          | 2,26          | 1934                          | Balerna         |
| Breggia           | Breggia           | 1914                          | 25,48         | 75                            | Caneggio        |
| Vacallo           | Vacallo           | 3346                          | 1,63          | 2053                          | Caneggio        |
| Coldrerio         | Coldrerio         | 2848                          | 2,46          | 1158                          | Mendrisio       |
| Mendrisio         | Mendrisio         | 14 909                        | 31,77         | 469                           | Mendrisio       |
| Riva San Vitale   | Riva San Vitale   | 2663                          | 4,05          | 440                           | Riva San Vitale |
| Novazzano         | Novazzano         | 2346                          | 5,23          | 449                           | Stabio          |
| Stabio            | Stabio            | 4461                          | 6,15          | 725                           | Stabio          |
| Celkem (11)       | Celkem (11)       | 49 796                        | 100,75        | 494                           | (5)             |